# Glomeremus shelfordi
Glomeremus shelfordi är en insektsart som först beskrevs av Griffini 1909.  Glomeremus shelfordi ingår i släktet Glomeremus och familjen Gryllacrididae. Inga underarter finns listade i Catalogue of Life.